# Breakdown (musique)
Pour les articles homonymes, voir Breakdown.

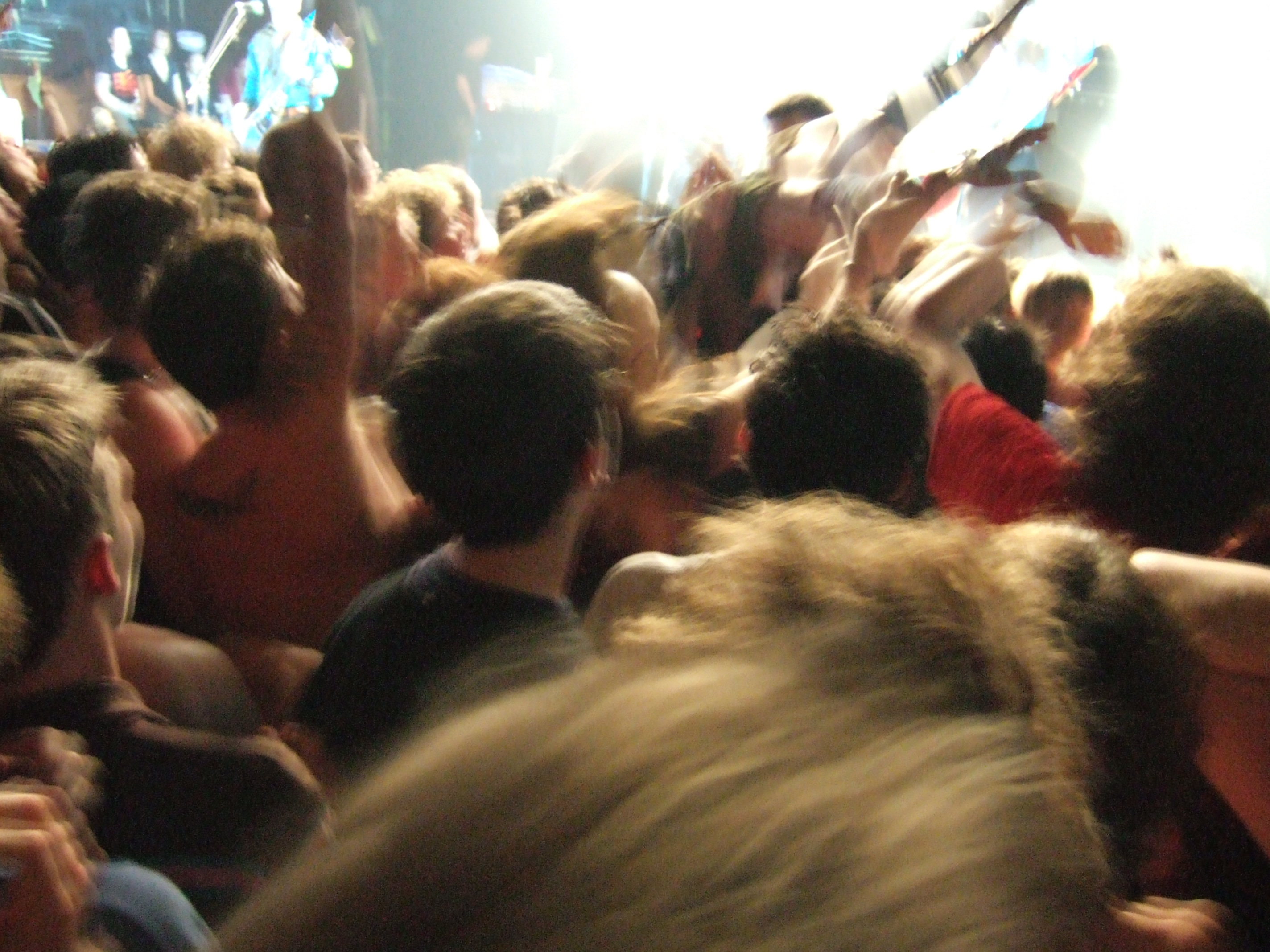
Photo d'un moshpit pouvant advenir durant un breakdown.

Un breakdown est une partie d'un morceau musical où divers instruments sont utilisés pour créer plusieurs solos (breaks). En français, le terme de breakdown peut être traduit par « rupture » ou « effondrement ».

## Description
Dans le heavy metal, le breakdown est une partie d'un morceau musical où les mélodies principales sont momentanément coupées pour être remplacées par un son différent, plus lourd, plus lent et plus agressif,. Ils sont généralement exécutés avec la technique du palm mute pour la guitare et la basse, tandis que la batterie suit la guitare et/ou l'accompagne avec l'utilisation intermittente du crash. Il s'agit d'une partie généralement rapide et possédant de nombreuses notes où le débit rythmique est divisé par 2. Les breakdowns sont typiques des morceaux de metalcore, où ils sont largement utilisés. Par conséquent, des sous-genres tels que l'electronicore et le deathcore utilisent également cette technique,.
Dans le langage des DJ, dans le disco, le hip-hop et l'EDM, un break est le moment où tous les éléments d'une chanson (par exemple, les nappes de synthétiseurs, les lignes de basse, les voix), à l'exception des percussions, disparaissent ; c'est pourquoi le break est également appelé percussion break. Il se distingue du breakdown, une section où la composition est délibérément déconstruite en éléments minimaux (généralement la percussion ou la section rythmique avec la voix réintroduite sur le support minimal), toutes les autres parties ayant été graduellement ou soudainement coupées. Dans le hip-hop et la musique électronique, une courte pause est également appelée cut, et la réintroduction de la ligne de basse complète et de la batterie est appelée drop, qui est parfois accentuée par la coupure de tout, même de la percussion juste avant que la musique complète ne soit réintroduite.